# Остерман Іван Андрійович
Остерман Іван Андрійович (рос. Ива́н Андре́евич Остерма́н; 1725, Петербург — 1811, Москва) — російський державний діяч і дипломат, який займав з 1775 року пост віце-канцлера, а з листопада 1796 по квітень 1797 року канцлера Російської імперії. У 1784-88 рр. очолював Вольное экономическое общество.

## Нагороди
Остерман був нагороджений усіма найвищими орденами Російської імперії, а саме:
- Орден Святої Анни (5 грудня 1764)
- Орден Святого Олександра Невського (9 березня 1772)
- Орден Святого Володимира I ступеня (одна тисяча сімсот вісімдесят два)
- Орден Святого апостола Андрія Первозванного (2 лютого 1784).